# Josef Křížek
Josef Křížek (* 24. srpna 1938) je bývalý český politik, v 90. letech 20. století poslanec České národní rady a Poslanecké sněmovny za Zemědělskou stranu, respektive Liberálně sociální unii, pak za Českomoravskou unii středu.

## Biografie
Počátkem 90. let patřil mezi politiky Zemědělské strany (ZS). V roce 1992 se uvádí jako předseda zemědělského družstva na Šumpersku. Šlo o ZD v obci Medlov.
Ve volbách v roce 1992 byl zvolen do ČNR, jako poslanec za ZS, respektive za koalici Liberálně sociální unie (LSU), do níž ZS přistoupila, (volební obvod Severomoravský kraj). Zasedal v zemědělském výboru. Od vzniku samostatné České republiky v lednu 1993 byla ČNR transformována na Poslaneckou sněmovnu Parlamentu České republiky. V ní zasedal do konce funkčního období, tedy do voleb v roce 1996. Po vzniku Českomoravské unie středu jako nové centristické formace sdružující i část poslanců LSU přešel v prosinci 1994 do jejího poslaneckého klubu.
V sněmovních volbách roku 1996 neúspěšně kandidoval za ČMUS. Na sjezdu ČMUS v červnu 1996 se stal místopředsedou ČMUS. V senátních volbách na podzim 1996 kandidoval za ČMUS (respektive za střechovou alianci Moravskoslezská koalice) za senátní obvod č. 66 - Olomouc. Získal ale jen 6 % hlasů a nepostoupil do 2. kola.
Později byl členem Moravské demokratické strany. Za ni kandidoval v sněmovních volbách v roce 1998. Mandát ale nezískal.
Byl aktivní i v komunální politice. V komunálních volbách roku 2002 kandidoval do zastupitelstva obce Dubicko za subjekt Strana venkova - spojené občanské síly. Nebyl ale zvolen. Opětovně se o zvolení bez úspěchu za tuto formaci pokoušel ve volbách roku 2006 a volbách roku 2010. Profesně se uváděl jako podnikatel.